# SJ X16 sorozat
Az SJ X16 sorozat és az SJ X17 sorozat egy svéd 15 kV, 16,7 Hz AC áramrendszerű villamosmotorvonat-sorozat. Az SJ üzemeltette. 1955 és 1956 között gyártotta a Svenska Järnvägsverkstäderna és az ASEA. Összesen 18 db SJ X16 és 12 db SJ X17 készült. Az X17-ben öttel kevesebb ülőhely található.